# Offensiva del Donbass
L'Offensiva del Donbass (in russo Донбасская операция?) fu una grande battaglia combattuta nella regione del Donbass, nel corso della offensiva dell'Armata Rossa sovietica dell'estate 1943 contro la Wehrmacht tedesca, nella seconda guerra mondiale sul Fronte Orientale. 
Sferrata a partire dal 13 agosto 1943, nel periodo successivo alla battaglia di Kursk, la grande offensiva per liberare il Donbass, una delle più importanti regioni minerarie e industriali dell'Unione Sovietica, si concluse alla fine di settembre 1943 con la vittoria dell'Armata Rossa dopo combattimenti molto accaniti contro le truppe tedesche saldamente schierate sulla linea del Donec e del Mius. I sovietici, al comando del generale Rodion Malinovskij e del generale Fëdor Tolbuchin, liberarono tutte le principali città, tra cui Stalino, Kramatorsk, Taganrog e Mariupol, e costrinsero alla ritirata verso il Dnepr le forze tedesche al comando del feldmaresciallo Erich von Manstein.
La liberazione del Donbass non esaurì la spinta offensiva dell'Armata Rossa che sarebbe proseguita ininterrotta fino a raggiungere e superare il Dnepr nell'autunno 1943.

## Storia

### L'offensiva sovietica dell'estate 1943
La grande regione mineraria e industriale del Donbass, fondamentale area carbonifera, siderurgica e metalmeccanica già nell'Impero russo e anche nell'Unione Sovietica, era caduta rapidamente in mano tedesca nell'autunno 1941 dopo la catastrofica sconfitta sovietica nella battaglia della sacca di Kiev; in questo modo Adolf Hitler era riuscito a raggiungere uno dei suoi principali obiettivi economici da cui sperava di trarre importanti risorse per la macchina da guerra del Terzo Reich. Durante tutto il 1942 il Donbass era rimasto sotto l'occupazione tedesca mentre la Wehrmacht riprendeva l'avanzata verso est nella Russia meridionale.
Solo dopo la battaglia di Stalingrado, che cambiò completamente l'andamento della guerra all'est, l'Armata Rossa fu in grado di prendere l'iniziativa e organizzare una serie di grandi offensive; Stalin era estremamente interessato a liberare al più presto i territori occupati e il Donbass, con le sue grandi risorse industriali e minerarie, era uno dei suoi obiettivi prioritari. Il 29 gennaio 1943, i sovietici diedero inizio all'operazione Galoppo che prevedeva una attacco al Donbass da est e contemporaneamente una rapida avanzata da nord-est da parte di forze meccanizzate dal Donec direttamente su Slavjansk e poi Mariupol e la costa del Mar d'Azov. L'operazione però, guidata dal generale Nikolaj Vatutin, non ebbe successo; il 14 febbraio 1943 le truppe sovietiche riuscirono a liberare l'importante centro dell'industria ferroviaria di Vorošilovgrad, ma la manovra delle forze mobili, giunta a sud di Slavjansk, venne bloccata e poi respinta dalle riserve corazzate tedesche. I sovietici dovettero ripiegare dietro il Donec e il Mius il 28 febbraio 1943 perdendo una parte delle posizioni riconquistate.
All'inizio dell'estate 1943, Stalin e lo Stavka erano soprattutto impegnati a organizzare le difese nel saliente di Kursk contro la prevista offensiva tedesca, ma allo stesso tempo il dittatore sovietico e i suoi generali stavano pianificando dettagliatamente tutta una serie di nuove offensive per riprendere l'avanzata verso ovest e sconfiggere definitivamente la Wehrmacht. La battaglia di Kursk, iniziata il 5 luglio 1943, si concluse in pochi giorni con un pesante fallimento strategico per i tedeschi e Stalin e lo Stavka poterono rapidamente passare alla controffensiva su tutti i settori centro-meridionali del Fronte orientale. La missione di liberare finalmente il Donbass venne affidata da Stalin al "Fronte Sud-Occidentale" del generale Rodion Malinovskij, schierato sul Donec, e al "Fronte Meridionale" del generale Fëdor Tolbuchin che fronteggiava dall'inverno le linee tedesche della cosiddetta "posizione Maulwulf" sul fiume Mius. 

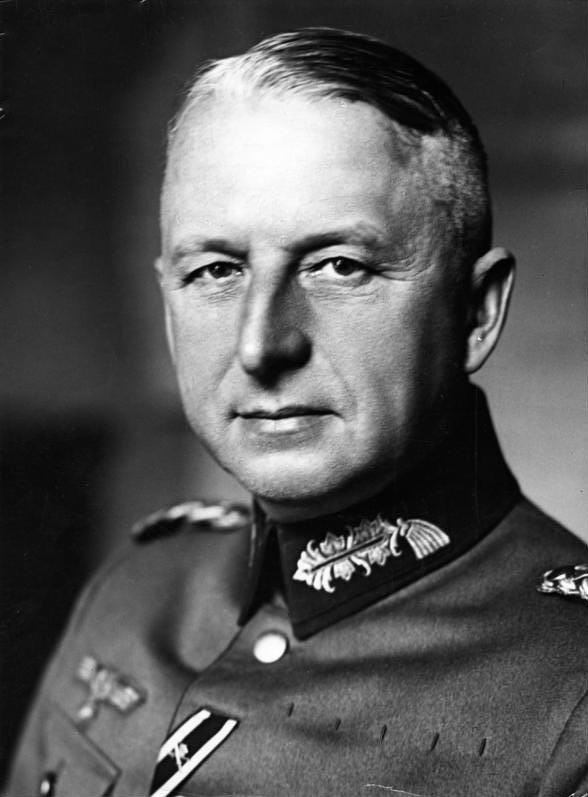
Il feldmaresciallo Erich von Manstein, comandante del Gruppo d'armate Sud.

Fin dal 12 luglio 1943 l'Armata Rossa era passata all'offensiva a nord del saliente di Kursk in direzione di Orël (operazione Kutuzov); i generali Malinovskinj e Tolbuchin attaccarono invece il 17 luglio e inizialmente ottennero qualche successo; le truppe tedesche del Gruppo d'armate Sud del feldmaresciallo Erich von Manstein si trovarono in difficoltà e il generale tedesco prese in seria considerazione la ritirata verso ovest e l'abbandono del Donbass. Hitler tuttavia, sempre deciso a non cedere nulla dei territori sovietici conquistati, escluse ogni ripiegamento e inviò forti rinforzi meccanizzati per contrattaccare. Con l'aiuto di queste riserve effettivamente il feldmaresciallo von Manstein riuscì a cambiare la situazione operativa; il 24º Panzerkorps del generale Walther Nehring venne assegnato alla 1. Panzerarmee del generale Eberhard von Mackensen e respinse l'avanzata sovietica verso Slavjansk, mentre il 3º Panzerkorps del generale Hermann Breith e il II SS-Panzerkorps del generale Paul Hausser, arrivati in aiuto della 6. Armee del generale Karl Hollidt, chiusero la breccia nella posizione Maulwulf e costrinsero il 30 luglio a ripiegare con forti perdite dietro il Mius le truppe sovietiche del generale Tolbuchin.
Il successo tedesco fu di breve durata; nel settore di Orël i sovietici continuavano lentamente ad avanzare mettendo sempre più sotto pressione le forze motorizzate del generale Walter Model; inoltre il 5 agosto 1943 il maresciallo Georgij Žukov dava inizio all'operazione Rumjancev a sud del saliente di Kursk con una formidabile massa di riserve corazzate; era l'inizio della Quarta battaglia di Char'kov che sarebbe terminata il 23 agosto con la liberazione della grande città industriale. Il feldmaresciallo von Manstein si trovò subito in difficoltà e dovette precipitosamente richiamare a nord le riserve meccanizzate impiegate con successo sul Donec e sul Mius; il 3º Panzerkorps e il Panzerkorps SS abbandonarono quindi quel settore del fronte indebolendo fortemente le difese tedesche della 1. Panzeramee e della 6. Armee.
Nonostante il fallimento degli attacchi di luglio, Stalin e lo Stavka erano decisi a riprendere l'offensiva anche nel Donbass per sfruttare l'indebolimento delle forze tedesche; il maresciallo Aleksandr Vasilevskij si recò al posto di comando del generale Tolbuchin per sostenere il morale dell'alto ufficiale, deluso dal precedente fallimento, e per studiare i nuovi piani di offensiva. Il nuovo progetto dello Stavka prevedeva due attacchi contemporanei del Fronte Sud-occidentale e del Fronte Meridionale sulle ali, a grande distanza l'uno dall'altro per ingannare le difese tedesche e costringere il comando nemico a dividere le limitate riserve disponibili. Dopo la liberazione del Donbass, l'obiettivo finale del generale Malinovskij sarebbe stata la linea del Dnepr a Zaporož'e, mentre il generale Tolbuchin avrebbe dovuto avanzare nella Tauride fino al basso Dnepr e alle vie di accesso per la Crimea.

### Sfondamento sovietico della linea del Donec e del Mius

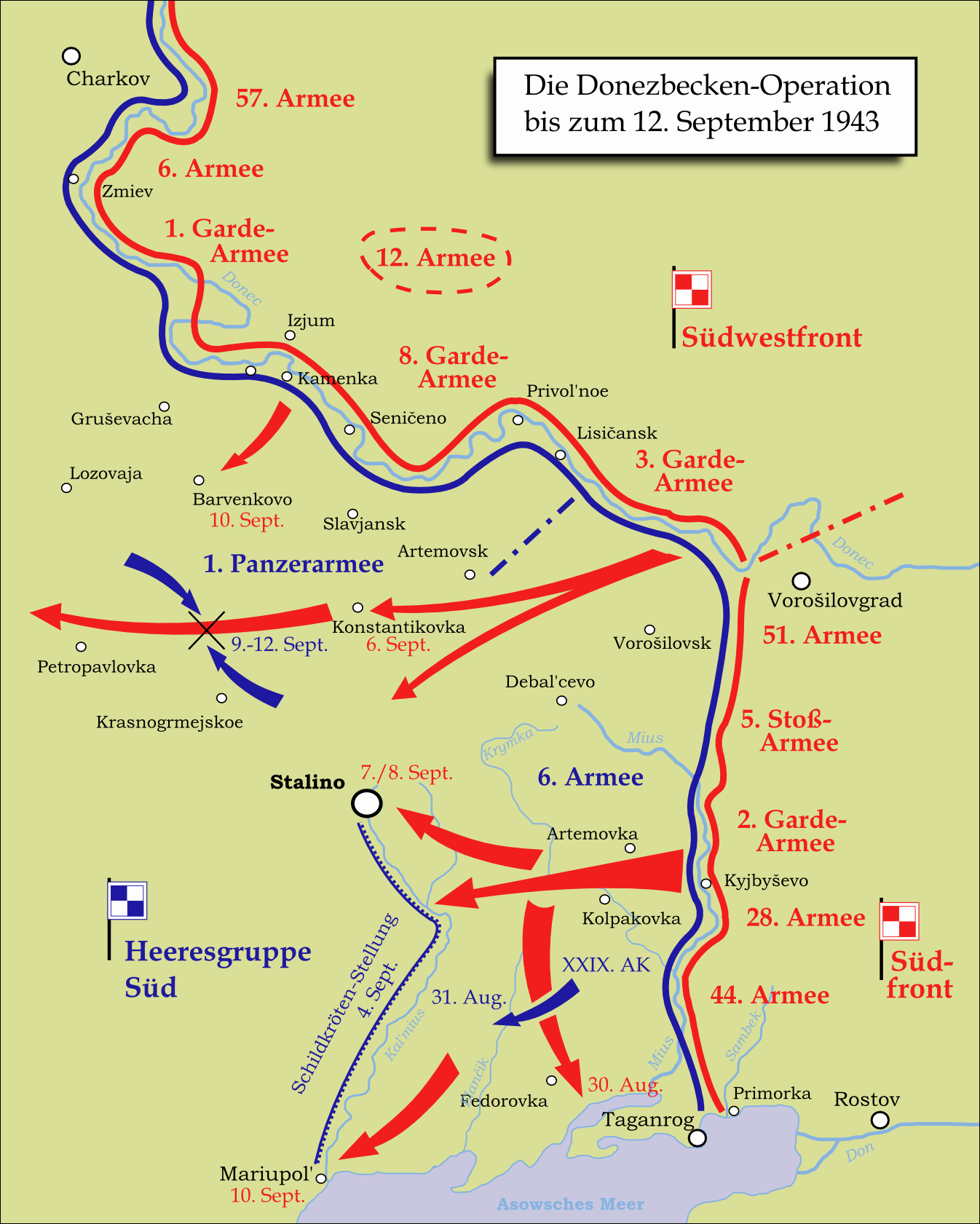
Carta delle operazioni nel Donbass

Il generale Tolbuchin era determinato, dopo i passati insuccessi, a sfondare questa volta la linea del Mius; egli concentrò al massimo le sue riserve di artiglieria per ottenere una schiacciate potenza di fuoco; vennero messi in azione oltri 5 000 pezzi di artiglieria, di cui circa 2 000 schierati nel principale settore di sfondamento. Il suo piano tattico prevedeva una prima avanzata a Taganrog seguita da una marcia a nord-ovest fino a Stalino; in un secondo momento il Fronte Meridionale avrebbe cooperato con il fianco meridionale del Fronte Sud-Occidentale del generale Malinovskij per distruggere le forze tedesche nel settore Krasnyj Luc-Gorlovka, infine avrebbe continuato a sud-ovest fino al Dnepr. Nel complesso il generale Tolbuchin disponeva di 446 700 uomini mentre il generale Malinovskij poté schierare altri 564 200 soldati.
Le forze tedesche schierate sul Donec, 1. Panzerarmee del generale von Mackensen, e sul Mius, 6. Armee, ricostituita affrettamente dopo l'annientamento a Stalingrado, al comando del generale Hollidt, erano costituite da divisioni esperte e combattive, inoltre disponevano di solide posizioni fortificate, predisposte già da mesi; nel complesso il feldmaresciallo von Manstein, comandante in capo del Gruppo d'armate Sud, che contemporaneamente doveva anche dirigere la battaglia in corso a Char'kov, schierava circa venti divisioni di fanteria, tuttavia le riserve meccanizzate erano state fortemente ridotte dopo la partenza del 3º Panzerkorps e del II SS-Panzerkorps; al momento dell'inizio dell'offensiva sovietica erano formate da due divisioni corazzate, 17. Panzerdivision e 23. Panzerdivision, e da una divisione motorizzata, la famosa 16. Divisione Panzergrenadier. In previsione di un possible cedimento delle prime linee, il comando tedesco aveva anche predisposto una serie di ulteriori posizioni difensive più arretrate lungo i fiumi Krynka, Kal'mius e Samara.
Il generale Malinovskij iniziò la sua offensiva il 13 agosto 1943 ma incontrò notevoli difficoltà; sulla sua ala destra le truppe sovietiche riuscirono ad attraversare il Donec e raggiunsero Zmiev, ma nel settore centrale i combattimenti si prolungarono senza risultati decisivi per molti giorni; alla fine di agosto la battaglia continuava e i sovietici non avevano ancora ottenuto un reale sfondamento delle linee della 1. Panzermee tedesca; nel settore a sud di Izjum, la 17. e 23. Panzerdivision e la 16. Divisione Panzergrenadier intervennero con efficacia e contribuirono a bloccare l'avanzata sovietica. Questi combattimenti prolungati sulla linea del Donec, furono duri e sanguinosi per i sovietici ma contribuirono ad agganciare le modeste riserve mobili tedesche e quindi favorirono i successi delle operazioni del generale Ivan Konev, a nord nel settore di Char'kov, e del generale Tolbuchin, a sud sulla linea del Mius.

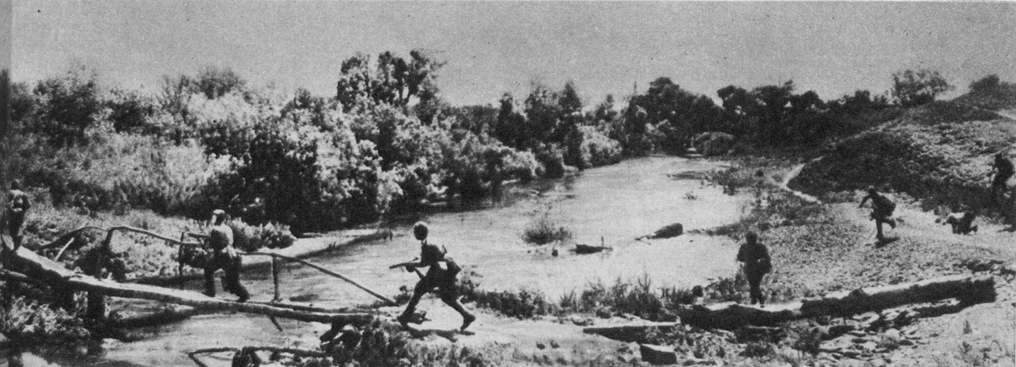
La fanteria sovietica supera il fiume Mius.

A ottenere lo sfondamento decisivo fu il Fronte Meridionale del generale Tolbuchin che schierava cinque armate con 28 divisioni di fucilieri, due corpi meccanizzati della Guardia, un corpo di cavalleria e tre brigate corazzate, supportate dall'8ª Armata aerea del generale Kryukin. L'attacco ebbe inizio il 18 agosto 1943 e, grazie al potente supporto di fuoco dell'artiglieria concentrata, le unità sovietiche della 2ª Armata della Guardia del generale Yakov Kreizer e della 5ª Armata d'assalto del generale Vjaceslav Tsvetaev riuscirono a superare le linee della 294ª Divisione di fanteria tedesca appartenente al VII Corpo d'armata della 6. Armee. In particolare la 5ª Armata d'assalto aprì un varco di 16 chilometri di larghezza e dieci chilometri di profondità dove fecero irruzione le unità corazzate del 4º Corpo meccanizzato della Guardia del generale T.I. Tanasčišin. I carri armati sovietici avanzarono di oltre 20 chilometri in un solo giorno, superarono il fiume Krynka e costituirono una testa di ponte sulla riva destra, vicino alla linea ferroviaria per Taganrog. I contrattacchi tedeschi sui due lati dell'area di avanzata, sferrati per alcuni giorni dal kampfgruppe Picker e dalla 13. Panzerdivision, richiamata d'urgenza dalla testa di ponte della penisola di Taman, non ebbero successo; il generale Tolbuchin fece intervenire ulteriori forze per consolidare le posizioni e il 23 agosto i soldati sovietici raggiunsero la linea ferroviaria. 
Il generale Tolbuchin fece deviare subito verso sud le sue forze mobili con l'obiettivo di accerchiare l'intero raggruppamento tedesco rimasto a Taganrog; il 27 agosto 1943 il 4º Corpo meccanizzato della Guardia e il 4º Corpo di cavalleria avanzarono in profondità nelle retrovie tedesche e si avvicinarono alla costa del Mar d'Azov che venne raggiunta il 29 agosto dalla cavalleria sovietica nella regione dell'estuario del Mius. Il XXIX Corpo d'armata tedesco del generale Hermann Recknagel venne quindi accerchiato con cinque divisioni, tra cui la 13. Panzerdivision; essendo fallito un tentativo di rifornimento attraverso il Mar d'Azov, a causa dell'intervento dell'aviazione e delle flottiglie sovietiche, i tedeschi organizzarono una sortita per poter sfuggire dalla sacca ed evitare la distruzione. La manovra, difficile e pericolosa, ebbe successo e gran parte delle divisioni tedesche accerchiate riuscirono a ricongiungersi con il resto della 6. Armee che stava cercando di costituire una nuova posizione difensiva a protezione di Stalino sul fiume Kalmius, la cosiddetta "posizione Tartaruga". Le perdite tedesche però furono altissime; i sovietici il 30 agosto liberarono Taganrog con il concorso dei partigiani locali e proseguirono l'avanzata verso Stalino.

### Liberazione del Donbass

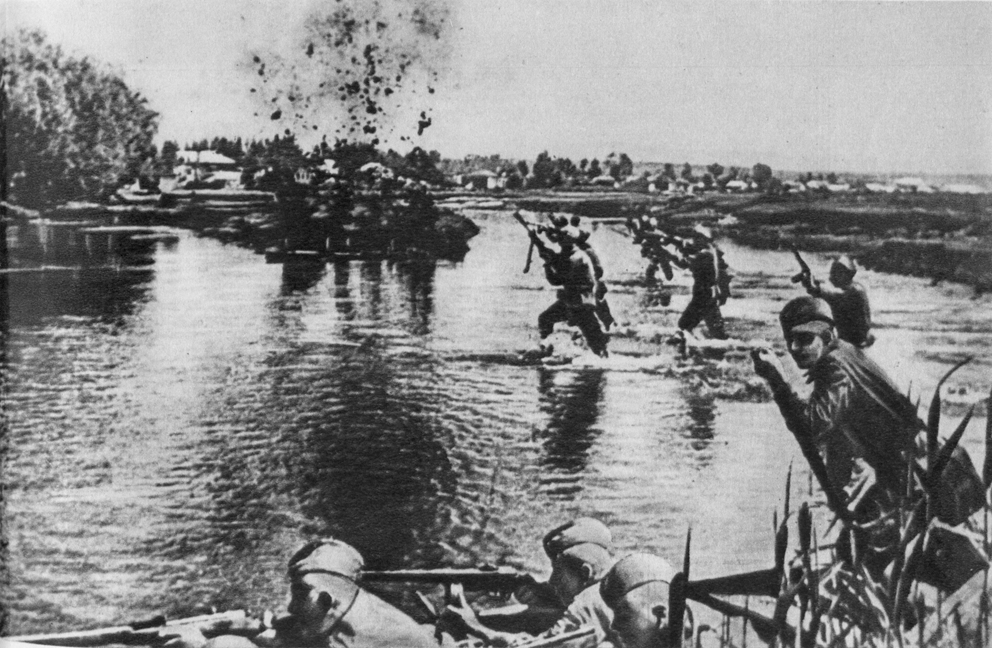
Le truppe sovietiche attraversano il Donec.

Il 27 e 28 agosto Adolf Hitler aveva incontrato il feldmaresciallo von Manstein e altri generali al suo quartier generale avanzato di Vinnica per una analisi della situazione generale, il comandante del Gruppo d'armate Sud aveva descritto la debolezza delle sue forze e aveva richiesto un rinforzo di almeno dodici divisioni fresche o in alternativa aveva consigliato una vasta ritirata strategica; Hitler aveva respinto ancora una volta i piani di ritirata affermando che il Donbass non poteva essere abbandonato a nessun costo per la sua importanza economica e aveva promesso di inviare rinforzi trasferiti dal Gruppo d'armate Centro. Questi piani tuttavia vennero presto abbandonati di fronte alle proteste del feldmaresciallo Günther von Kluge, il comandante del Gruppo d'armate Centro, che affermò che anche la situazione nel suo fronte era molto critica e che non avrebbe potuto cedere alcuna delle sue divisioni. Mentre si succedevano queste discussioni, la situazione strategica della Wehrmacht peggiorava in tutti i settori. Il 31 agosto il feldmaresciallo von Manstein ordinò quindi la ritirata della 1. Panzerarmee e della 6. Armee alla nuova posizione difensiva sul Kalmius; le sue forze erano troppo deboli e molto logorate dalla lunga battaglia; anche Hitler nella notte autorizzò il movimento di ritirata "se era assolutamente necessario e non c'erano altre soluzioni".
Stalin e lo Stavka intendevano continuare e ampliare ulteriormente l'offensiva d'estate dell'Armata Rossa; fin dalla prima metà di agosto, mentre era in corso la Quarta battaglia di Char'kov, il dittatore sovietico aveva diramato i nuovi ordini che assegnavano missioni sempre più ambiziose ai generali sovietici; in particolare le truppe dei generali Malinovskij e Tolbuchin dovevano incalzare con la massima energia le forze tedesche che battevano in ritirata; nella notte del 2 settembre 1943 la 3ª Armata della Guardia del generale Dmitrij Leljušenko, schierata sul fianco sinistro del Fronte Sud-occidentale del generale Malinovskij attraversò con successo il Donec a sud-ovest di Izjum e la giornata seguente liberò Lisičansk e Vorošilovsk. Dopo aver finalmente superato il Donec, li generale Malinovskij intendeva proseguire velocemente verso sud e sud-ovest per aggirare il Donbass da nord. In realtà lo Stavka aveva recentemente indebolito il Fronte Sud-Occidentale, sottraendo due corpi d'armata e cinque divisioni di fucilieri, mentre aveva rinforzato per l'attacco sul Kalmius il Fronte Meridionale del generale Tolbuchin che ricevette tredici divisioni di fucilieri, l'11º Corpo corazzato, il 20º Corpo corazzato e il 5º Corpo di cavalleria della Guardia. L'avanzata del generale Tolbuchin procedeva con successo e il 6 settembre i sovietici entrarono a Makeevka. 

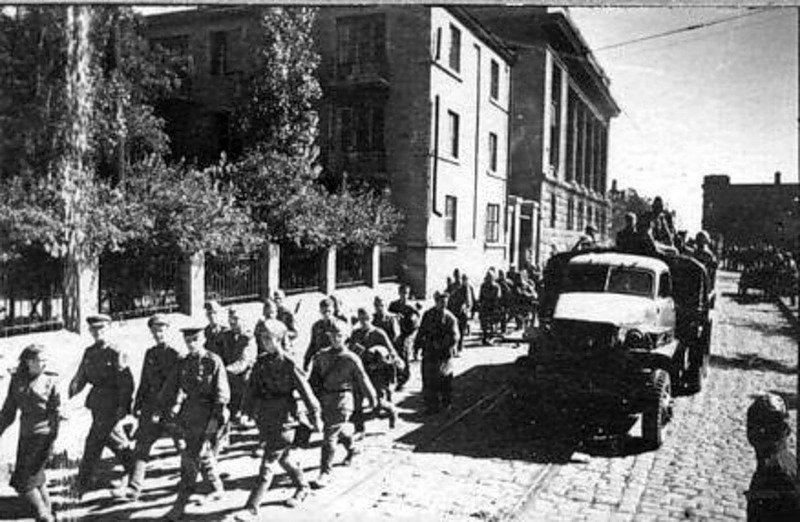
I soldati sovietici entrano a Stalino l'8 settembre 1943.

Nonostante l'indebolimento delle sue forze, il generale Malinovskij il 6 settembre 1943 aveva lanciato all'attacco in profondità le sue riserve mobili, prima il 1º Corpo meccanizzato della Guardia  e poi, il 7 settembre, il 23º Corpo corazzato che avanzarono rapidamente verso sud-ovest e liberarono le importanti città industriali di Kramatorsk e Kostantinovka; questa avanzata veloce metteva in pericolo le vie di comunicazione delle forze tedesche schierate sul Kalmius a difesa di Stalino e la situazione tedesca divenne ancora più critica con l'arrivo dei carri armati sovietici vicino a Krasnoarmejsk. La 1. Panzerarmee era in piena ritirata. Contemporaneamente era in corso la battaglia decisiva per Stalino, la città più importante del Donbass, difesa dalla 6. Armee tedesca.

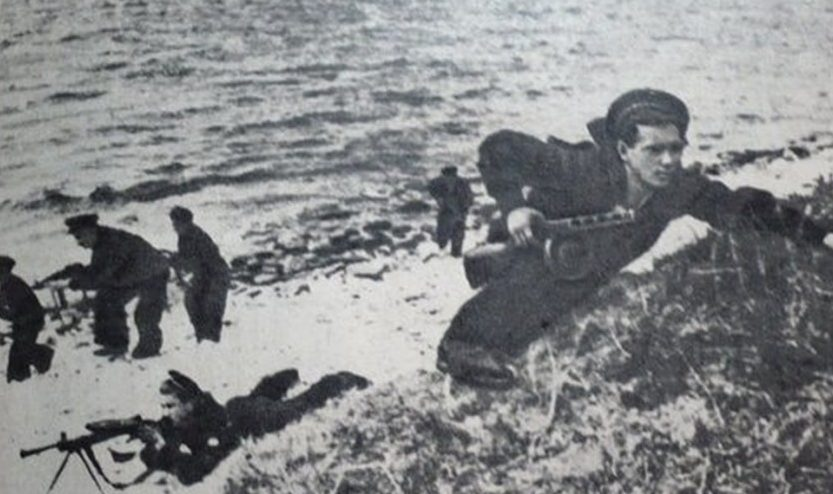
Fanteria di marina sovietica sbarca nei pressi di Mariupol l'8 settembre 1943.

Il 7 settembre unità della 5ª Armata d'assalto del generale Tsvetaev, appartenente al fronte del generale Tolbuchin, aggirarono la grande città da nord e superarono la resistenza nemica sulle vie di accesso principali, l'attacco venne portato da tre direzioni in particolare dal IX Corpo di fucilieri e dal III Corpo di fucilieri della Guardia; contemporaneamente altre formazioni sovietiche convergevano su Stalino e prendevano parte alla battaglia. A Starolaspa arrivarono i soldati della 28ª Armata e i carri armati del 2º Corpo meccanizzato della Guardia; infine alle ore 19 del 7 settembre giunse nell'area delle miniere un reparto della 2ª Armata della Guardia, al comando del capitano Rartnikov. Fu proprio questo reparto che avanzò nella periferia orientale e raggiunse il teatro cittadino dove innalzò la bandiera rossa. L'8 settembre 1943 i soldati dell'Armata Rossa entrarono nella città, rastrellarono tutti i quartieri, eliminarono le ultime sacche di resistenza e completarono la liberazione della capitale del Donbass. Le truppe furono accolte festosamente dalla popolazione superstite; la condizioni di Stalino erano tuttavia deplorevoli, la città era stata incendiata e quasi completamente distrutta dai tedeschi prima della ritirata; molti cittadini avevano subito spietate rappresaglie.
Con la perdita di Stalino, la 6. Armee dovette abbandonare rapidamente la "posizione Tartaruga" sul Kalmius e continuare a ripiegare verso ovest e sud-ovest; la situazione dei tedeschi era inoltre aggravata dalla conquista sempre l'8 settembre, da parte dei reparti meccanizzati del generale Malinovskij, di Krasnoarmejsk e la conseguente interruzione delle vie di comunicazione verso nord-ovest; i tedeschi poterono ripiegare solo attraverso la linea ferroviaria per passava per Volnovacha. L'Armata Rossa stava finalmente per completare la liberazione del Donbass; il 10 settembre ebbe inizio l'attacco a Mariupol. Truppe sovietiche della fanteria di marina trasportate dalla flottiglia del Mar d'Azov sbarcarono in città e occuparono rapidamente il porto e la stazione ferroviaria; nella mattinata arrivarono da nord i soldati del Fronte Meridionale del generale Tolbuchin che completarono la liberazione di Mariupol.

### La ritirata tedesca

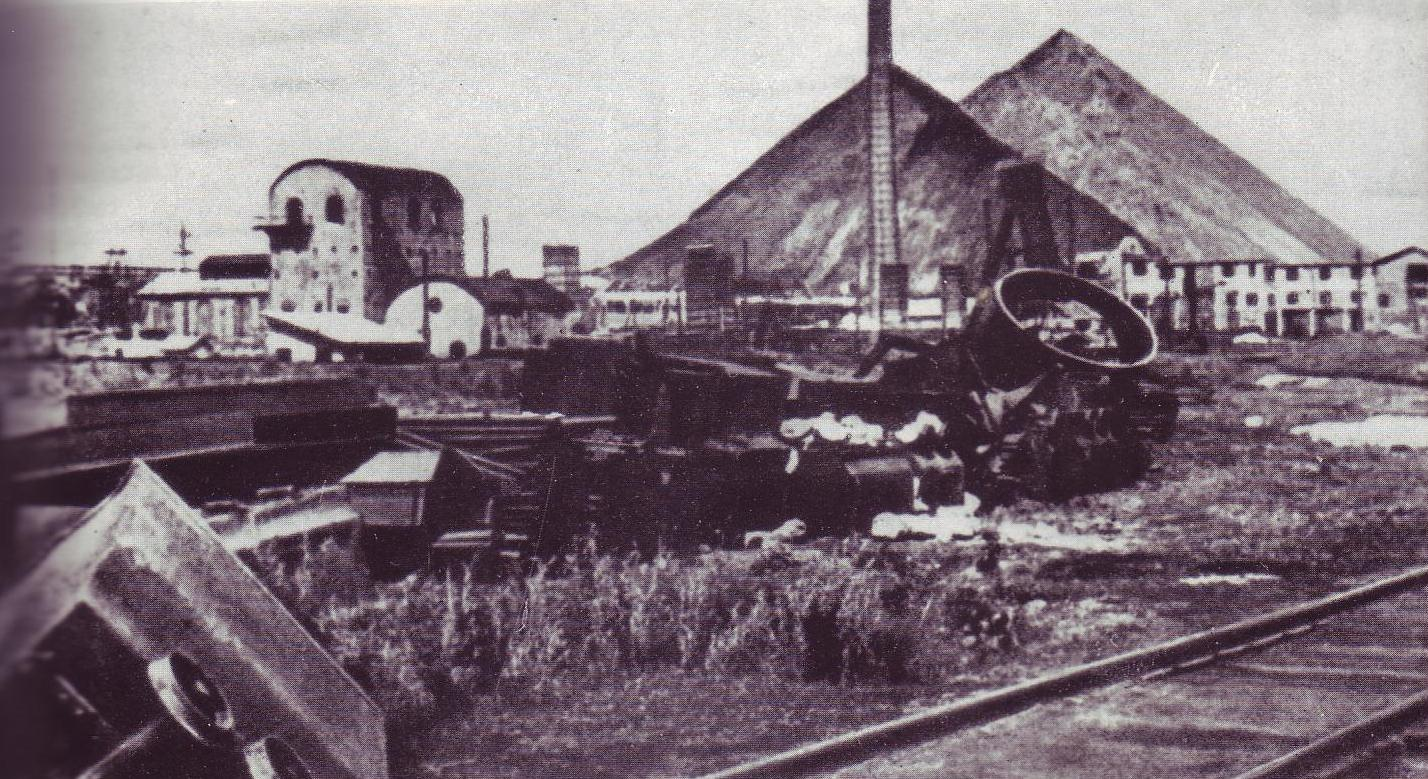
Impianti industriali nel Donbass distrutti dai tedeschi prima della ritirata.

Negli stessi giorni in cui i sovietici liberavano progressivamente il Donbass, si erano succedute nuove riunioni al massimo livello tra Hitler e i suoi generali sul campo; il 3 settembre il Führer incontrò a Rastenburg i feldmarescialli von Manstein e von Kluge. Fu un altro incontro non conclusivo in cui Hitler rifiutò ancora di abbandonare il Donbass e di inviare ingenti rinforzi al Gruppo d'armate Sud. Il Führer autorizzò solo la ritirata già in corso della 1. Panzerarmee e della 6. Armee fino alla linea del Kalmius e un parziale arretramento del Gruppo d'armate Centro dietro il fiume Desna. Hitler però prese l'importante decisione di autorizzare il feldmaresciallo Ewald von Kleist, comandante del Gruppo d'armate A, ad evacuare metodicamente la penisola di Taman (cosiddetta "posizione Gotenkopf") e riportare le sue forze in Crimea dopo aver distrutto tutto il territorio e deportato la popolazione.
L'8 settembre 1943 Adolf Hitler arrivò personalmente a Zaporož'e, quartier generale del Gruppo d'armate Sud, insieme al generale Kurt Zeitzler, per conferire nuovamente con il feldmaresciallo von Manstein; la situazione della Wehrmacht si era ulteriormente aggravata, i tedeschi erano in ritirata, Stalino stava per cadere e le avanguardie meccanizzate sovietiche sembravano puntare sul Dnepr. Dopo lunghe discussioni, il Führer sembrò venire incontro almeno in parte alle richieste dei suoi generali; autorizzò l'abbandono delle ultime posizioni nel Donbass, l'evacuazione della linea del Kalmius e la ritirata generale fino alla "posizione Wotan" sul fiume Molocnaja a copertura di Melitopol e di Zaporož'e; Hitler inoltre ordinò al feldmaresciallo von Kleist di accelerare la ritirata dalla penisola di Taman e promise di rinforzare il Gruppo d'armate Sud con due divisioni di fanteria e la 4. Panzerdivision e la 8. Panzerdivision, sottratte al Gruppo d'armate Centro. Hitler non autorizzò però esplicitamente il ripiegamento generale sulla linea del Dnepr. In realtà però ormai la grande ritirata della Wehrmacht aveva avuto inizio.

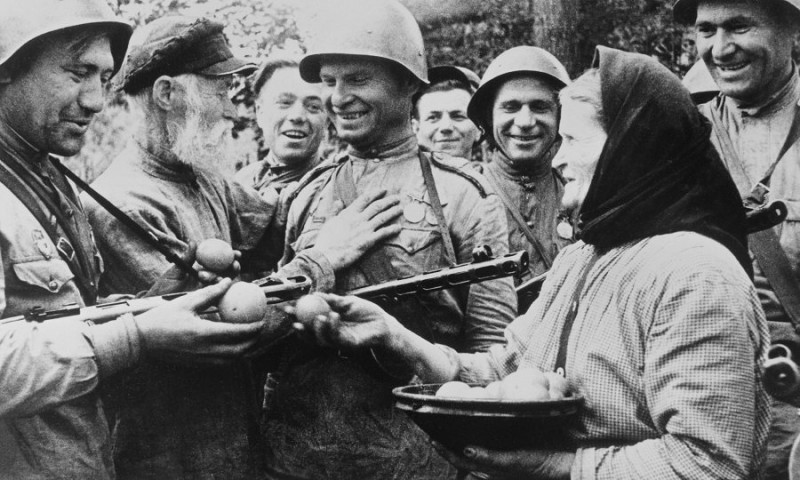
I soldati sovietici vengono accolti dalla popolazione del Donbass.

Sul campo i tedeschi riuscirono a mantenere il controllo della ritirata e impedirono uno sfondamento immediato dei sovietici fino al Dnepr. Nei giorni seguenti la liberazione di Stalino e Mariupol, le punte corazzate sovietiche si avvicinarono pericolosamente a Pavlograd e Sinelnikovo e le avanguardie giunsero vicine al Dnepr di Zaporož'e, ma i tedeschi furono in grado di contrattaccare sui due lati della penetrazione con la 23. Panzerdivision, al comando del generale Nikolaus von Vormann, e la 16. Divisione Panzergrenadier, rinforzate anche da alcuni reparti della 9. Panzerdivision. La manovra ebbe successo, in particolare grazie all'incursione del reparto della 23. Panzerdivision del capitano Fritz Fechner, che intercettò le vie di comunicazione dei gruppi mobili sovietici. Dopo duri scontri, il 14 settembre i due corpi meccanizzati sovietici che si erano avvicinati al Dnepr, il 1º Corpo meccanizzato della Guardia e il 23º Corpo corazzato, abbandonarono le posizioni raggiunte e ripiegarono verso est per ricongiungersi con il grosso dell'Armata Rossa.
Nonostante questo fallimento locale, le truppe sovietiche dei generali Malinovskij e Tolbuchin continuarono ad avanzare anche dopo la liberazione di Stalino, completarono la liberazione di tutto il Donbass e iniziarono la marcia verso il Dnepr; il 22 settembre 1943 raggiunsero la linea Novomoskovsk-testa di ponte di Zaporož'e-fiume Molocnaja. I sovietici avevano quindi raggiunto la "linea Wotan" e il cosiddetto "Ostwall", la nuova posizione di resistenza tedesca lungo il Dnepr. Temporaneamente l'offensiva sovietica si arrestò, mentre i tedeschi fecero affluire cinque divisioni di riserva per rafforzare le loro nuove linee difensive.

## Bilancio e conseguenze

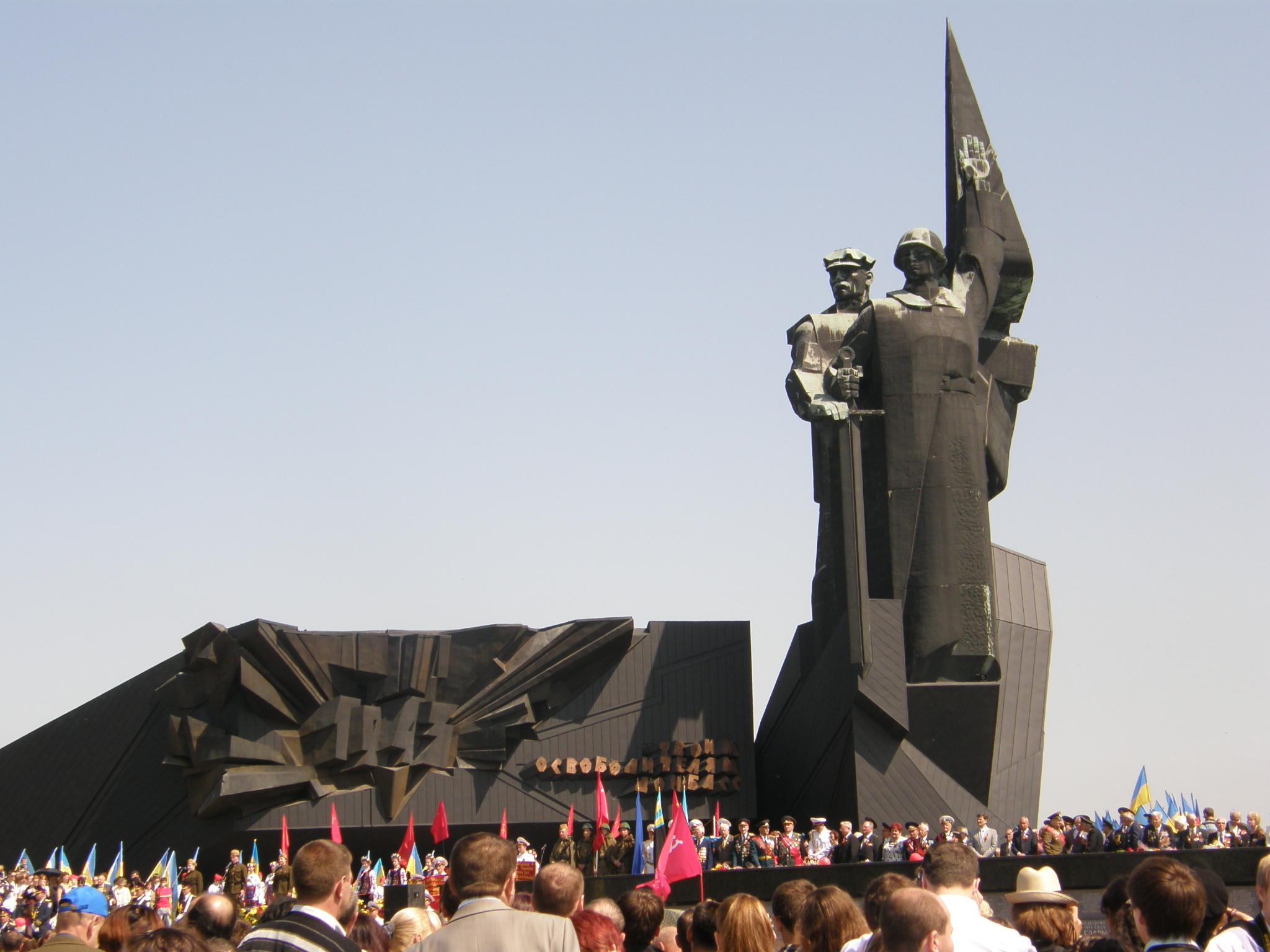
Monumento ai liberatori del Donbass a Doneck.

L'offensiva del Donbass si concluse quindi con una grande vittoria sovietica e con la liberazione di una regione mineraria e industriale tra le più importanti dell'Unione Sovietica; le truppe dell'Armata Rossa subirono pesanti perdite per liberare il Donbass e dovettero combattere a lungo; i soldati furono accolti con gioia e sollievo dalla popolazione superstite che aveva fortemente sofferto sotto l'occupante. I tedeschi non abbandonarono facilmente il Donbass; combatterono accanitamente per mantenere il possesso del territorio e delle sue risorse e prima di ritirarsi procedettero, secondo le tassative indicazioni di Hitler rigidamente rispettate dal feldmaresciallo von Manstein e da tutti i generali tedeschi, a massicce distruzioni, devastando tutto il territorio. La Wehrmacht adottò spietatamente la politica della "terra bruciata": vennero distrutti gli altoforni, inondate le miniere, fatti saltare in area edifici, centrali elettriche e impianti industriali; parte della popolazione venne deportata, grandi città come Krasnyj Luc, Taganrog, Mariupol e Stalino subirono danni enormi. Una distesa di rovine accolse i soldati sovietici.
L'Armata Rossa venne supportata, durante tutta la lunga battaglia del Donbass, dalla resistenza partigiana sovietica che rimase attiva nella regione per tutto il periodo dell'occupazione. Nel corso dell'offensiva finale i partigiani sovietici collaborarono ai combattimenti a Taganrog e cercarono di infastidire le truppe tedesche in ritirata e impedire i sabotaggi e le distruzioni; inoltre combatterono piccole battaglie contro i presidi tedeschi, occuparono stazioni ferroviarie e ponti strategici, attaccarono i convogli ferroviari nemici e distrussero depositi e strutture di comando nelle retrovie tedesche. Secondo i dati sovietici, i partigiani avrebbero effettuato oltre 400 operazioni di guerra nel Donbass e ucciso o ferito circa 10 000 soldati tedeschi.
Stalin e lo Stavka non intendevano affatto arrestare l'offensiva d'estate dopo la liberazione del Donbass; al contrario fin dal 6 settembre il dittatore sovietico aveva diramato tutta una nuova serie di ordini che stabilivano con precisioni piani per nuove avanzate e nuovi obiettivi. L'Armata Rossa doveva avanzare in tutti i settori centro-meridionali del Fronte orientale per incalzare le truppe tedesche in ritirata, non dare tregua, raggiungere immediatamente la linea del Dnepr e attraversarla al più presto con ogni mezzo. Nella terza settimana di settembre infatti le armate sovietiche dei generali Vatutin, Konev, Malinovskij e Tolbuchin raggiunsero il Dnepr e la Molocnaja; una nuova grande battaglia stava per avere inizio e sarebbe continuata in autunno fino alla liberazione delle grandi città sul fiume di Kiev, Kremenčug, Dnepropetrovsk e Zaporož'e.
Per Hitler e la Wehrmacht la perdita del Donbass fu una dura sconfitta; il dittatore tedesco, sempre interessato agli aspetti economici della guerra, cercò fino all'ultimo di evitare la ritirata e mantenere il possesso della regione industriale. Il feldmaresciallo von Manstein cercò di eseguire gli ordini di Hitler ma reiterò continuamente richieste di rinforzi e proposte di ripiegamento; la ritirata finale fino al Dnepr e alla "linea Wotan" venne alla fine accordata da Hitler, preoccupato anche dalle notizie sulla defezione dell'Italia, negli incontri del 8 settembre e del 14 settembre, ma la pausa di respiro per i tedeschi fu brevissima; continuamente incalzati avrebbero dovuto combattere senza interruzioni una nuova grande battaglia d'autunno per la difesa delle teste di ponte del Dnepr.